# Waasmunster
Waasmunster (fr. Waesmunster) – miejscowość i gmina (gemeente) w Belgii, w Regionie Flamandzkim, w prowincji Flandria Wschodnia, w okręgu Dendermonde. Leży nad rzeką Durme.

## Historia
Pierwsze ślady osad pochodzą z epoki brązu i żelaza; Najstarsze znaleziska datuje się na ok. 2000 lat p.n.e. W okresie galo-romańskim na obszarze Waasmunster powstała osada "Vicus Pont Rave".

## Podział administracyjny
W skład gminy nie wchodzi żadna dzielnica (deelgemeente).

## Demografia
- Źródła: NIS, od 1806 do 1981= według spisu; od 1990 liczba ludności w dniu 1 stycznia

1 stycznia 2024 całkowita populacja Waasmunster liczyła 11 296 osób. Łączna powierzchnia gminy wynosi 32,27 km², co daje gęstość zaludnienia 350 mieszkańców na km².

## Współpraca
Miejscowość partnerska:
- Kranjska Gora, Słowenia